# Dolly (Fauré)
Pour les articles homonymes, voir Dolly.
La suite Dolly, op. 56, est un ensemble de six pièces pour piano à quatre mains écrit par Gabriel Fauré entre 1894 et 1896.

## Présentation
Les courtes pièces de Dolly ont été composées en l'honneur d'Hélène, surnommée « Dolly », la fille d'Emma Bardac (cantatrice et future épouse de Claude Debussy),.
Le premier mouvement de la partition, Berceuse, paraît d'abord seul en 1894 mais a été composé en 1863. Le deuxième, Mi-a-ou, est écrit pour le deuxième anniversaire d'Hélène Bardac (20 juin 1894), les autres mouvements étant composés pour d'autres anniversaires de Dolly (Le jardin de Dolly à l'occasion de son troisième anniversaire, en 1895, Kitty-Valse, pour son quatrième anniversaire, en 1896) ou d'autres événements familiaux. Les sous-titres attestent le caractère « intime » de l'œuvre, Ketty étant la chienne des Bardac, déformé plus tard en « Kitty » dans la quatrième pièce, et Mi-a-ou venant de « monsieur Aoul », en référence au frère d'Hélène, Raoul, tel qu'elle l'appelait,,.
Il s'agit de la seule composition notable pour piano à quatre mains du musicien.
L'œuvre a été créée le 30 avril 1898 à Paris par Édouard Risler et Alfred Cortot, salle Pleyel, lors d'un concert de la Société nationale de musique,.
Il existe aussi de la partition une version symphonique, orchestrée par Henri Rabaud, créée en 1906.

## Structure
La suite Dolly, d'une durée moyenne d'exécution d'une quinzaine de minutes environ, comporte six mouvements :
- Berceuse, en mi majeur, « page d'une fraîcheur et d'une simplicité exquises[1] » ;
- Mi-a-ou, vif et spirituel scherzo-valse en fa majeur[1] ;
- Le jardin de Dolly, en mi majeur, à l'expression de « délicate rêverie[1] » ;
- Kitty-valse, brillante petite valse-caprice en mi bémol majeur, qui « évoque les bonds tourbillonnants d'une petite chienne[1] » ;
- Tendresse, un Andante gracieux en ré bémol majeur, qui « exprime le charme de la petite fille[1] » ;
- Le pas espagnol, en fa majeur, allegro à 
, morceau « brillant et impétueux [...], spirituel hommage à Chabrier, [qui] termine la Suite par un irrésistible éclat de rire en musique[1] ».